# Aalaeddin Melmasi
Aalaeddin Melmasi (persky:علاءالدین ملماسی) (narozen 9. ledna 1952 Tabríz Ankaj, zemřel 25. června 2011 Šíráz) byl íránský fotograf, překladatel, vědec, pedagog, jazykovědec a básník.

## Galerie

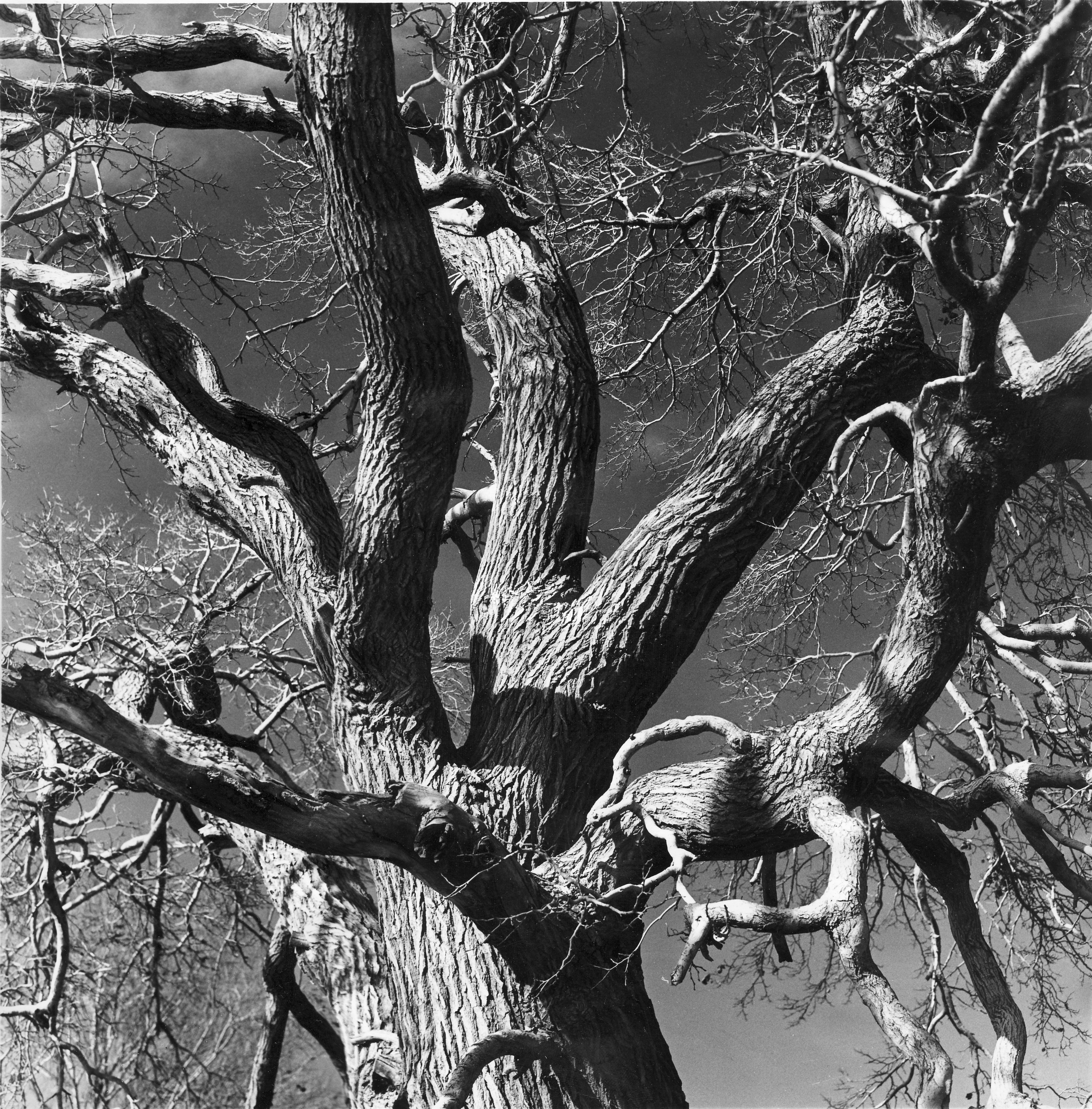
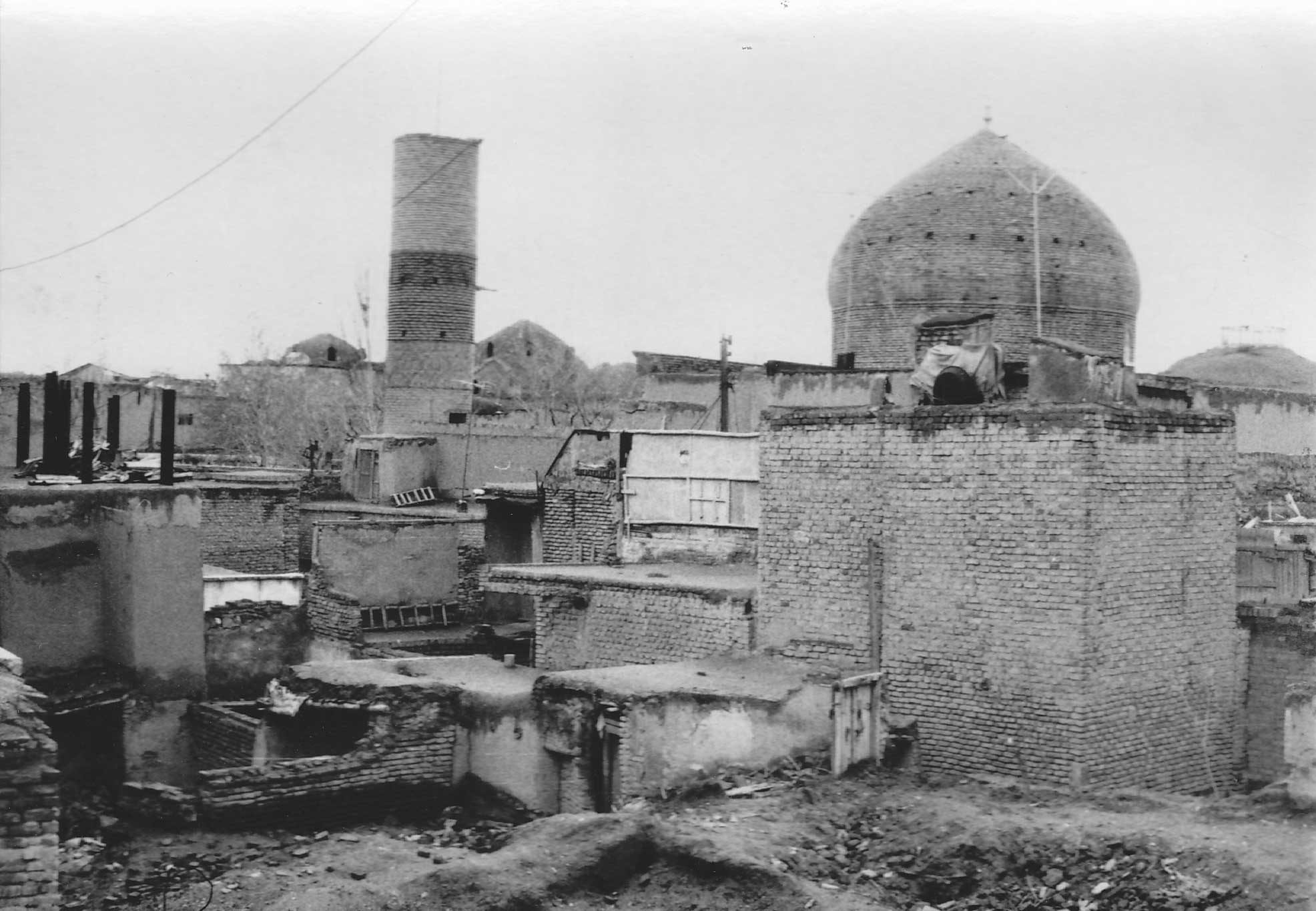
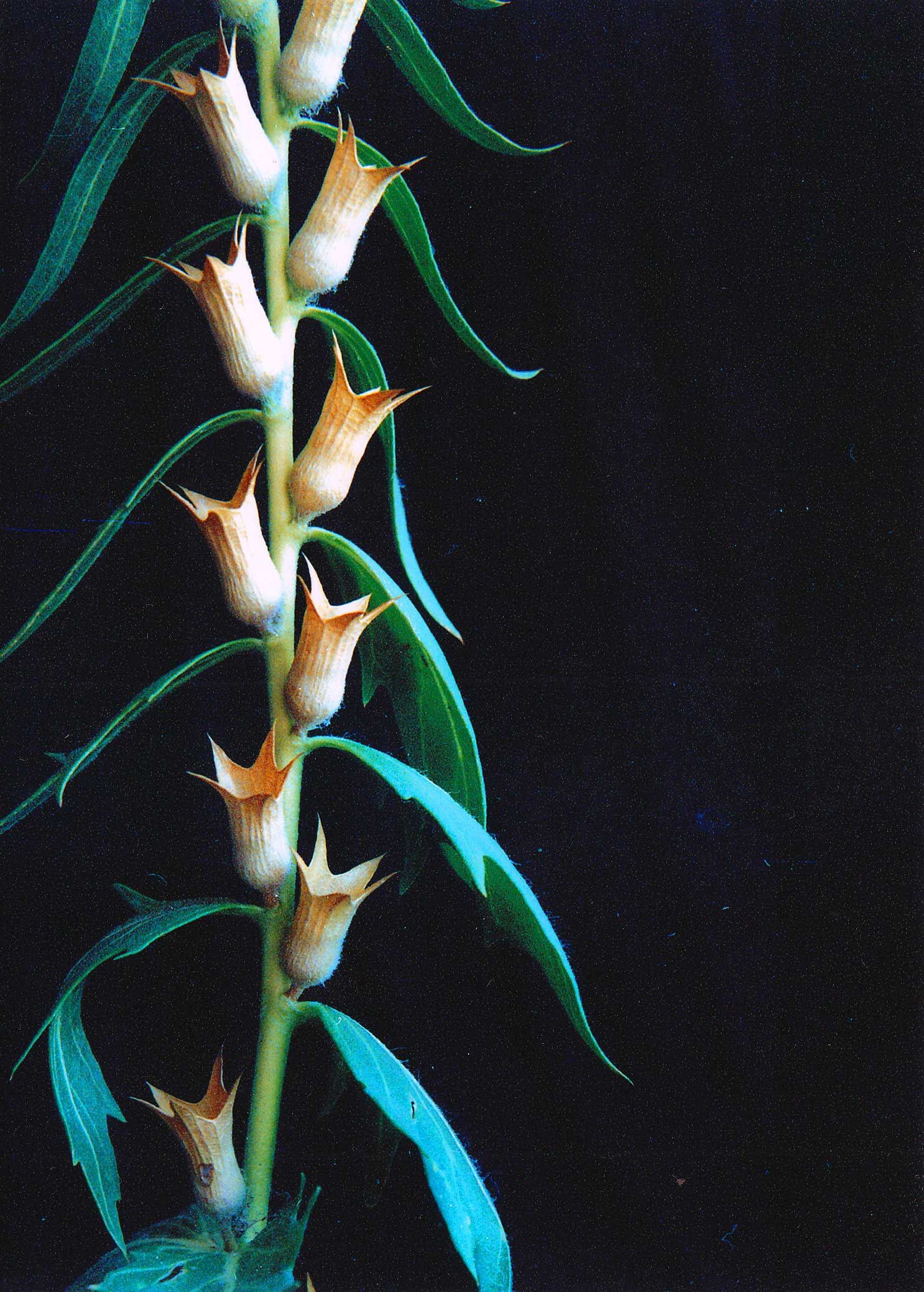
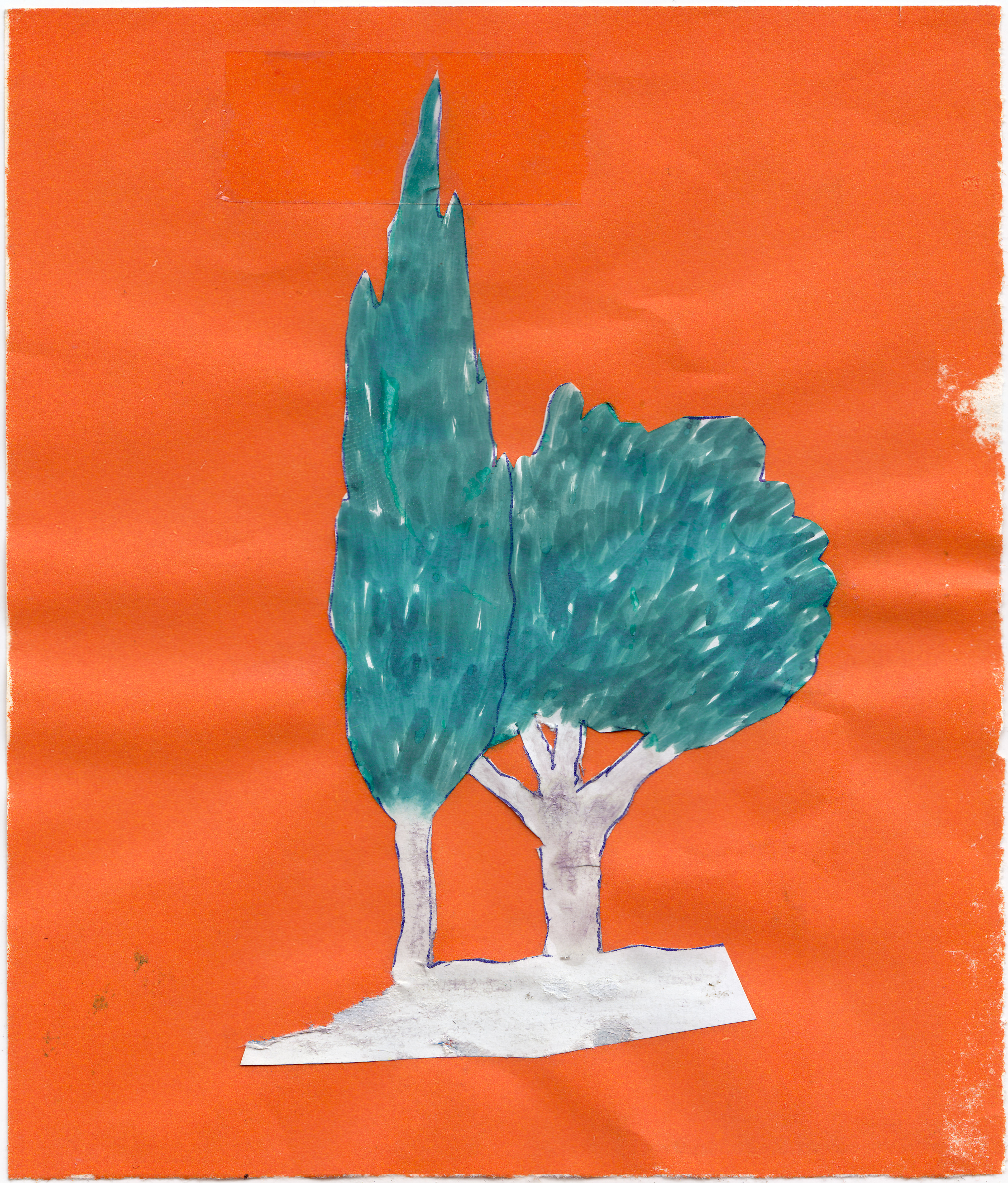
Malba
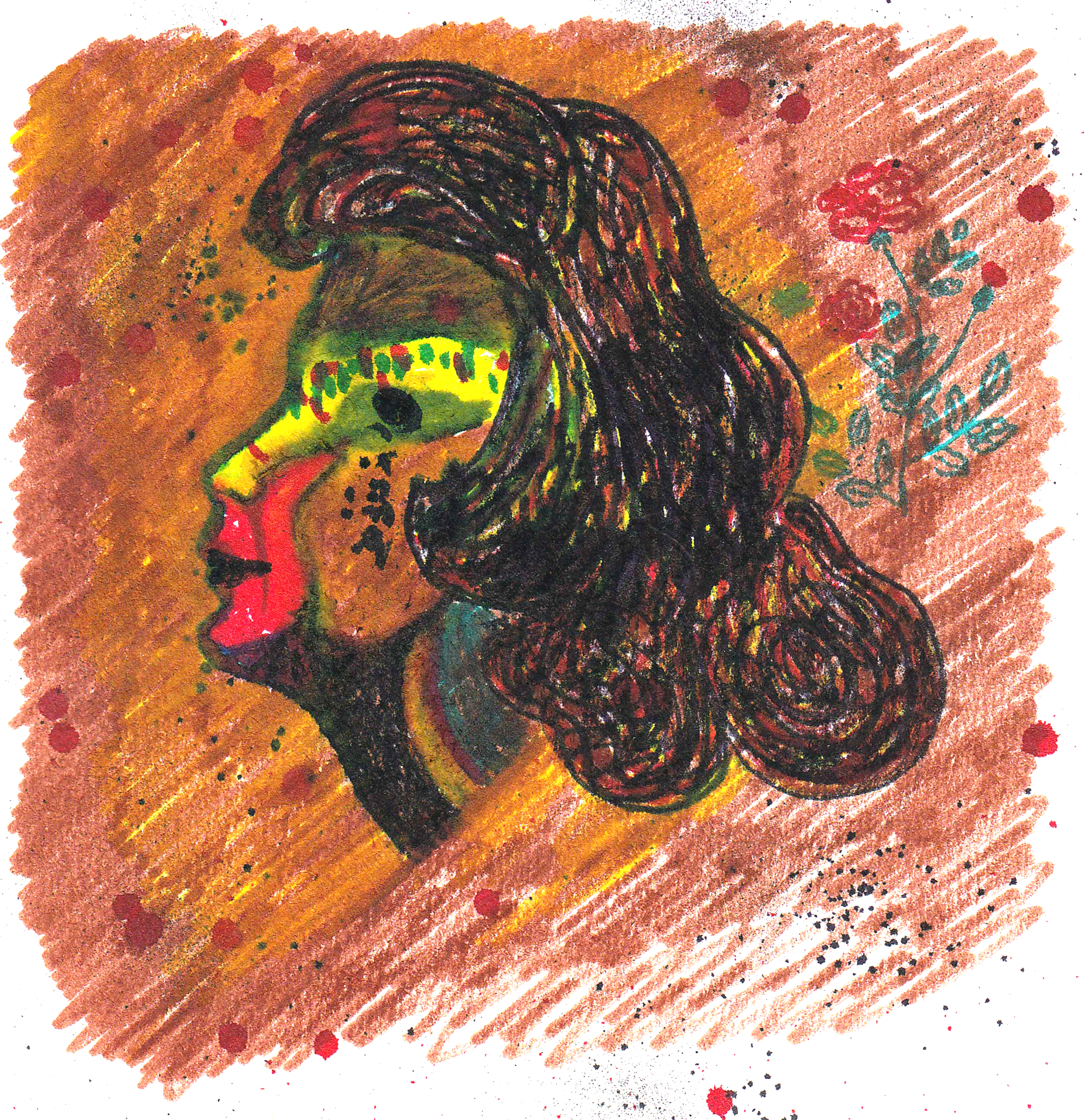
Malba
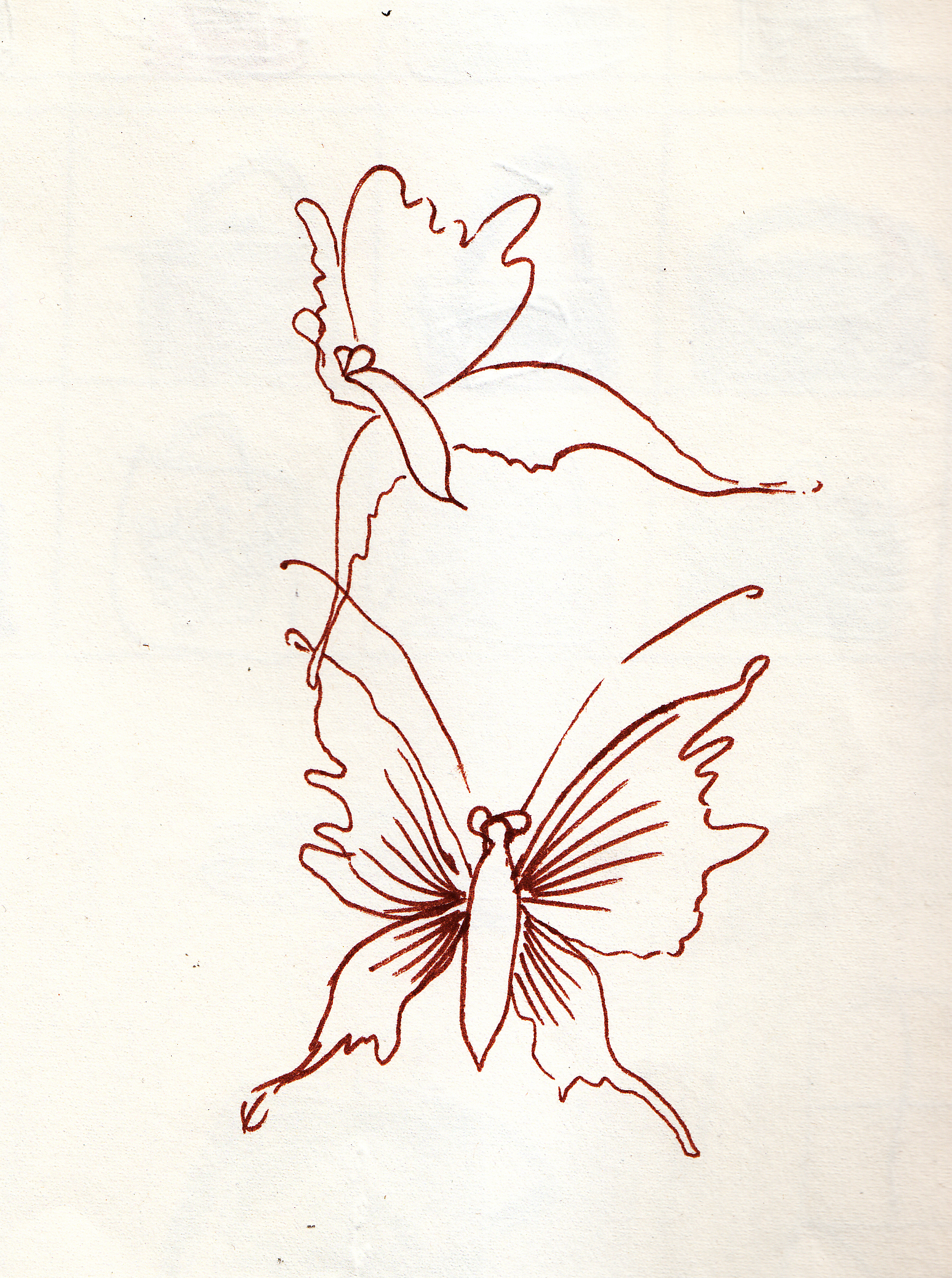
Malba